# Medinilla macrophylla
Medinilla macrophylla är en tvåhjärtbladig växtart som beskrevs av Carl Ludwig von Blume. Medinilla macrophylla ingår i släktet Medinilla och familjen Melastomataceae. Inga underarter finns listade i Catalogue of Life.